# Mattias Skjelmose
Mattias Skjelmose Jensen (Copenaghen, 26 settembre 2000) è un ciclista su strada danese che corre per il team Lidl-Trek.
Professionista dal 2021, ha caratteristiche di scalatore. In carriera, ha vinto il Giro del Lussemburgo 2022 e il Giro di Svizzera 2023. Si è imposto anche nella classifica giovani alla Vuelta a España 2024 ed ha trionfato nell'Amstel Gold Race 2025.

## Palmarès
- 2018 (Juniores)

3ª tappa, 2ª semitappa Tour du Pays de Vaud (Savigny > Savigny, cronometro)
Classifica generale Tour du Pays de Vaud
- 2022 (Trek-Segafredo, due vittorie)

4ª tappa Giro del Lussemburgo (Remich > Remich, cronometro)
Classifica generale Giro del Lussemburgo
- 2023 (Trek-Segafredo/Lidl-Trek, sette vittorie)

4ª tappa Étoile de Bessèges (Saint-Christol-lès-Alès > Mont Bouquet)
2ª tappa Tour des Alpes-Maritimes et du Var (Mandelieu-la-Napoule > Antibes Azur Aréna)
3ª tappa Giro di Svizzera (Tafers > Villars-sur-Ollon)
Classifica generale Giro di Svizzera
Campionati danesi, Prova in linea
3ª tappa Giro di Danimarca (Vejen > Vejle)
Maryland Cycling Classic
- 2024 (Lidl-Trek, due vittorie)

6ª tappa Parigi-Nizza (Sisteron > La Colle-sur-Loup)
Campionati danesi, Prova a cronometro
- 2025 (Lidl-Trek, due vittorie)

Amstel Gold Race
Andorra Clàssica

### Altri successi
- 2017 (Juniores)

Classifica scalatori Corsa della Pace Juniores
- 2021 (Trek-Segafredo)

Classifica giovani Giro di Norvegia
- 2022 (Trek-Segafredo)

Classifica giovani Tour de la Provence
Classifica giovani Ethias-Tour de Wallonie
Classifica a punti Tour de l'Ain
Classifica giovani Tour de l'Ain
Classifica giovani Giro del Lussemburgo
- 2023 (Trek-Segafredo)

Classifica giovani Étoile de Bessèges
Classifica a punti Tour des Alpes-Maritimes et du Var
Classifica giovani Giro di Svizzera
- 2024 (Lidl-Trek)

Classifica giovani Giro di Svizzera
Classifica giovani Vuelta a España

## Piazzamenti

### Grandi Giri
- Giro d'Italia

2022: 40º
- Tour de France

2023: 29º
2025: ritirato (14ª tappa)
- Vuelta a España

2024: 5º

### Classiche monumento
- Liegi-Bastogne-Liegi

2022: 65º
2023: 9º
2024: 28º
2025: 39º
- Giro di Lombardia

2022: ritirato

### Competizioni mondiali
- Campionati del mondo

Bergen 2017 - In linea Juniores: 29º
Wollongong 2022 - In linea Elite: 10º
Glasgow 2023 - In linea Elite: 14º
Zurigo 2024 - In linea Elite: ritirato
- Giochi olimpici

Parigi 2024 - Cronometro: 14º
Parigi 2024 - In linea: 17º